# Kagošima

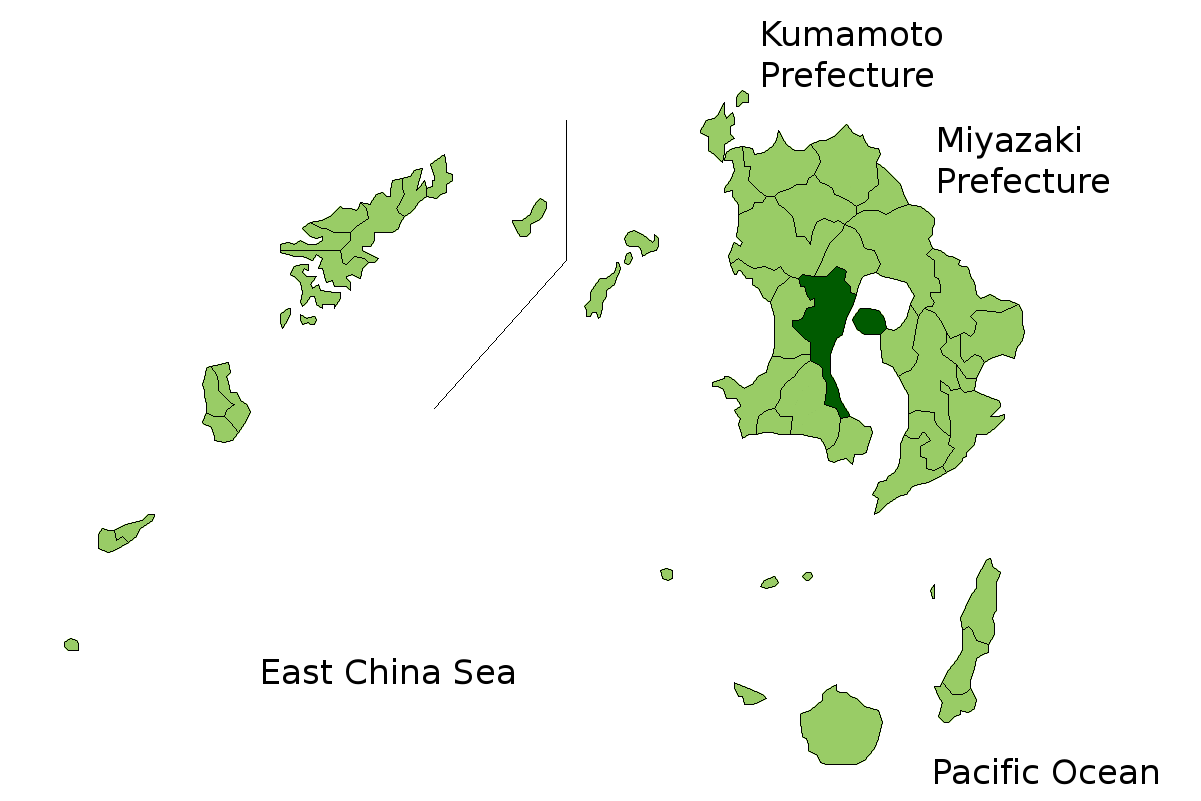
Město Kagošima na mapě prefektury Kagošima

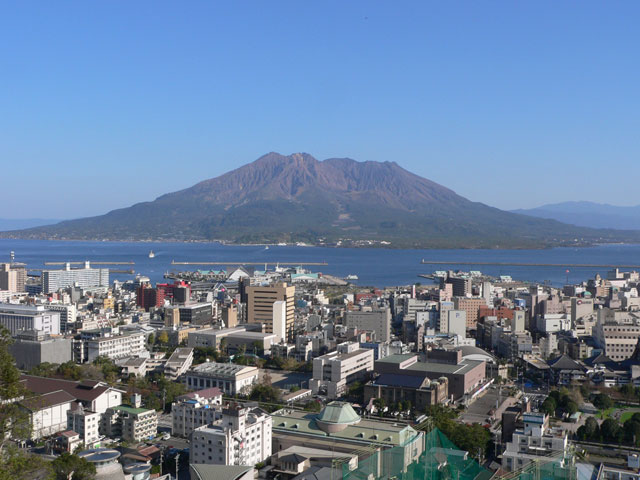
Město Kagošima v pozadí se sopkou Sakuradžima

Kagošima (japonsky: 鹿児島市; Kagošima-ši) je hlavní město prefektury Kagošima na jihozápadním cípu ostrova Kjúšú v Japonsku. Díky své poloze na poloostrově Sacuma u Kagošimské zátoky (kaldera Aira), teplému podnebí a velké sopce Sakuradžima je Kagošima přezdívána Japonská Neapol.
K 1. březnu 2008 mělo město 604 759 obyvatel a hustotu osídlení 1 110 ob./km². Celková rozloha města je 547,06 km².
Kagošimu obsluhuje letiště Kagošima, to v roce 2015 přepravilo přes 5 milionů cestujících.

## Historie
Roku 1549 přijel do Kagošimy španělský misionář František Xaverský a byl přátelsky uvítán.
V roce 1863 byla Kagošima bombardována britským královským námořnictvem jako odplata Sacumskému vládci za vraždu Charlese Richardsona na cestě Tókaidó.
V centrální části dnešního města, v blízkosti vrchu Tahara-zaka se 24. září 1877 odehrála poslední bitva sacumského povstání, bitva o Širojamu.
Město bylo oficiálně založeno 1. dubna 1889.
V Kagošimě se roku 1848 narodil slavný japonský admirál Heihačiró Tógó.

## Partnerská města
- Neapol, Itálie
- Perth, Austrálie
- Miami, Florida, USA
- Čchang-ša, Čínská lidová republika